# Étienne Henri d'Escayrac Lauture
Pour les articles homonymes, voir Escayrac.
Étienne Henri, marquis d'Escayrac, baron de Lauture, Colonel des Régiments Royaux des Grenadiers de Guyenne, chevalier de l'Ordre royal et militaire de Saint-Louis, né le 27 septembre 1747 au château de Saint-Romain, près de Montauban, décédé le 5 janvier 1791 au château de Buzet.

## Biographie
Issu d'une des plus anciennes familles du Quercy dont trois membres prirent part à la croisade de saint Louis, il fut une figure marquante de la contre-révolution en Quercy. Il voulut à l'exemple de ses ancêtres parcourir la carrière des armes et entra comme sous-lieutenant dans le régiment de Vermandois, en 1764. Le corps ayant été désigné pour être envoyé aux colonies, il partit pour Saint-Domingue, la Martinique et la Guadeloupe.
Il épousa le 22 mai 1777 Stanislas Louise Chaumont de la Galaizière, fille du chancelier de Lorraine Antoine-Martin Chaumont de La Galaizière et filleule de Stanislas Leszczyński, roi de Pologne, beau-père de Louis XV.
Il fut choisi par le Roi pour faire partie de la suite accompagnant l'empereur Joseph II d'Autriche dans sa visite du Midi en 1777.
Il protesta contre la loi du 22 mai 1781, réservant à la noblesse seule le monopole du grade d'officier, règlement du maréchal de Ségur, disant que cette loi « aurait privé la France des services de Fabert et de René Duguay-Trouin ».
En 1782, la guerre durait encore dans les colonies. Le 4 février 1782, il fit partie de l'expédition sous les ordres du duc de Crillon enlevant l'île de Minorque aux Anglais. Il demanda à faire partie du siège de Port-Mahon, il y conquit l'admiration de ses compagnons d'armes par ses exploits, car trois fois, il monta à l'assaut. Cette action d'éclat lui donna la charge de second lieutenant de la compagnie d'armes d'Artois pour « tenir le rang de mestre de camp de cavalerie ». En juin 1788, il reçut la charge de colonel des Grenadiers royaux de Guyenne.
Le roi Louis XVI songeait à convoquer les États généraux. En conséquence, l'assemblée des députés des sénéchaussées du Quercy se réunit à Cahors, le 16 mars 1789, pour l'élection des députés. Le marquis d'Escayrac s'y rendit et prononça un discours favorable à la division des impôts, dont nous reproduisons la conclusion : « je ne doute point que les Gentilshommes devant qui j'ai l'honneur de parler, ne consentent à partager avec le clergé le fardeau de l'impôt en proportion de leur fortune ».
Le marquis de Lavalette Parizot, élu député de la noblesse aux États généraux, mourut peu après, le marquis d'Escayrac, nommé en mars 1789 député suppléant de la noblesse aurait dû se rendre immédiatement à Paris au sein de l'assemblée nationale, mais il préféra rester dans sa province plus agitée que les autres, pour ramener l'ordre et la tranquillité. Secondé par quelques gentilshommes zélés, il avait dissipé divers rassemblements menaçant la tranquillité publique. Son activité lui attira la haine, et dès lors sa mort fut décidée par les instigateurs des troubles, furieux de voir que son ascendant sur l'opinion publique paralysait toutes leurs tentatives.
Cependant, malgré les efforts, les troubles gagnèrent la province et enlevèrent tout espoir de rétablir le calme. Il se décida, mais trop tard, à se rendre en Espagne où l'appelait le roi Charles IV, qui l'avait honoré d'une lettre autographe trouvée sur lui lorsqu'il fut massacré.
Il quitta son château de Lauture dans la nuit du 5 au 6 janvier 1791 pour gagner le château de Buzet-sur-Tarn, appartenant à M. de Clarac, non loin de Toulouse. Mais ses pas furent suivis et peu après le château fut assiégé par deux ou trois mille révolutionnaires qui mirent le feu au château, et lancèrent une grêle de coups de fusil lorsqu'il se présenta à une ouverture pour respirer.
La nouvelle de sa mort devint un signal pour commettre de nouvelles atrocités en Quercy, où 24 châteaux furent brûlés en l'espace de huit jours.
De son union avec Louise Chaumont de La Galaizière naquirent:
- 1 Léonce d'Escayrac-Lauture, Marquis d'Escayrac, Pair de France.
- 2 Antoinette d'Escayrac, Marquise de Saint Astier.

## Sources et récits sur sa mort
- Joseph Thomas Anne Espinchal, Ernest de Hauterive, Journal d'émigration du comte d'Espinchal publié d'après les manuscrits originaux, Paris, Perrin, 1912, p. 252.

- Gazette Nationale ou le Moniteur Universel, vendredi 21 janvier 1791, rééd. 1861, t. VII, p. 171.

- Archives Municipales de Toulouse, BrFaC1380, chant contre-révolutionnaire répandu après la mort du marquis :

Brave Clarac qui, dès tes jeunes ans, / As servi ton Roi, ta Patrie, / Quelle amertume un peuple de brigands / Répand sur la fin de ta vie ! (bis) / Les bons Français, les sujets de Louis, / Sont tous pénétrés de ta peine ; / Tes vieux soldats, tes fidèles amis / Pleurent leur vaillant Capitaine. /
Refrain : Descends des Cieux, arme ton bras vengeur, / Descends, justice tutélaire, / Et viens sévir dans ta sainte fureur / Contre les forfaits de la terre. (bis) 
Ce d’Escayrac, qui des séditieux, / Long-temps enchaîna la licence, / Allait chercher sous un ciel plus heureux, / La paix, transfuge de la France. (bis) / Ce d’Escayrac, la gloire du Quercy, / A le cœur le plus magnanime ; / C’est un héros, ton sang et ton ami, / Tu l’as reçu, voilà ton crime.  
Où courent donc ces lâches assassins ? / Pour qui ces apprêts sanguinaires ? / Quoi ! Des Français veulent porter leurs mains / Sur leurs bienfaiteurs, sur leurs frères ! (bis) / Sachez du moins, dans votre cruauté, / Respectez, armes infernales, / La Sainte-Loi de l’hospitalité / Que respectent les cannibales !
Contre l’essaim de ces monstres affreux / Que peut le plus mâle courage ? / Tu vas, Clarac, en t’offrant à leurs yeux, / Attiser les feux de leur rage. (bis) / Tu ne crains pas de braver le couteau / De braver le plomb homicide… / Mais ces brigands embrasent ton château, / C’est un Prêtre, au ciel ! qui les guide.
Quel noir crayon, de cet embrasement / Osera décrire les scènes ? / Bientôt le feu se déploie et s’étend / Jusques aux voûtes souterraines. (bis) / Les deux amis, dans ces affreux instants, / Au fond d’une tour embrasée, / Offrent au ciel, pour leurs pauvres enfants, / Leurs vœux, leur dernière pensée.
d'Escayrac sort de cet horrible lieu, / Pour fuir l’air brûlant qu’il respire ; / Soudain sur lui, mille bouches de feu / Vomissent la mort… Il expire. (bis) / Peuple assassin, tu mugis de plaisir ! / Dévore le fruit de ton crime… / Qu’ai-je entendu ? « Clarac, il faut mourir, / Il nous manque une autre victime ! » / Descends des Cieux, arme ton bras vengeur.
Vaine fureur ! Non, il ne mourra pas ; / Deux cités ont pris sa défense : / Cœurs généreux, des horreurs du trépas / Vous aurez sauvé l’innocence ! (bis) / J’aime à vous voir, pleins d’un noble courroux, / Déployer un zèle héroïque ; / Rome, jadis, eût à chacun de vous / Décerné la palme civique.
Les scélérats vont trahir leur serment : / Mais ils craignent votre présence… / Des souterrains de son château croulant, / Clarac intrépide s’élance. (bis) / Son regard ferme éveille le remords… / Quelle âme courageuse et fière ! / Arrête hélas ! Tu vas fouler le corps / De ton ami dans la poussière.